# Liriomyza brassicae
Liriomyza brassicae is een vliegensoort uit de familie van de mineervliegen (Agromyzidae). De wetenschappelijke naam van de soort is voor het eerst geldig gepubliceerd in 1885 door Riley.
De larven zijn bladmineerders van planten uit de kruisbloemenfamilie (Brassicaceae). Ze voeden zich met het mesofyl van de bladeren. De gangen die ze maken zijn grillig, wit of groenachtig van kleur. Een enkele "mijn" is niet opvallend, maar een grote groep larven kan een volledig blad kaalvreten. Volwassen planten hebben er weinig last van maar jonge plantjes kunnen sterk verzwakken of afsterven. De soort leeft op wilde en gecultiveerde planten, waaronder broccoli, wittekool, bloemkool en Chinese broccoli (Kailan). Deze soort komt niet voor in Europa maar wel in het gebied rond de Stille Oceaan, Afrika en de Amerika's.